# Grób Karla Marxa
Grób Karla Marxa – grób wraz z pomnikiem nagrobnym niemieckiego filozofa, socjologa, ekonomisty, historyka, dziennikarza i działacza rewolucyjnego Karla Marxa oraz członków jego rodziny, znajdujący się na cmentarzu Highgate Cemetery w północnym Londynie.

## Historia
Karl Marx przeniósł się do Londynu jako wygnaniec polityczny w 1849 roku. Mieszkając najpierw w dzielnicy Soho, w 1875 roku przeniósł się na Maitland Park Road, w dzielnicy Belsize Park w północnym Londynie i żył tam aż do swojej śmierci 14 marca 1883 roku. Został pochowany na cmentarzu Highgate Cemetery, w grobie przygotowanym dla jego żony Johanny von Westphalen, która zmarła osiemnaście miesięcy wcześniej. Friedrich Engels który był przyjacielem Marxa, wygłosił na pogrzebie laudację na jego cześć. Oprócz Engelsa w pogrzebie wzięli udział między innymi Eleanor Marx, Edward Aveling, Paul Lafargue, Charles Longuet, Helena Demuth, Wilhelm Liebknecht, Gottlieb Lemke, Friedrich Leßner, Georg Lochner, Ray Lankester, Carl Schorlemmer i Ernest Radford.
W 1954 roku Marx Memorial Committee za zgodą prawnuków Marxa, zwrócił się do Home Office z wnioskiem o zezwolenie na ekshumację zwłok Karla Marxa, jego żony, innych członków rodziny oraz gospodyni Marxa Heleny Demuth i pochowanie ich w nowym miejscu, około 100 metrów od pierwotnych grobów. Ponowne pochówki odbyły się w nocy z 26 na 27 listopada 1954 roku i były przyczynkiem do budowy grobu Karla Marxa, zaprojektowanego przez Laurence’a Bradshawa i sfinansowanego przez Komunistyczną Partię Wielkiej Brytanii. Ceremonii odsłonięcia w dniu 15 marca 1956 roku przewodniczył Sekretarz Generalny Partii Harry Pollitt. Od czasu odsłonięcia grób Marxa stał się miejscem kultu wyznawców marksizmu i jest jednym z najczęściej odwiedzanych miejsc na cmentarzu Highgate Cemetery, opisywanym jako „jeden z najbardziej rozpoznawalnych grobów na świecie”.

## Opis

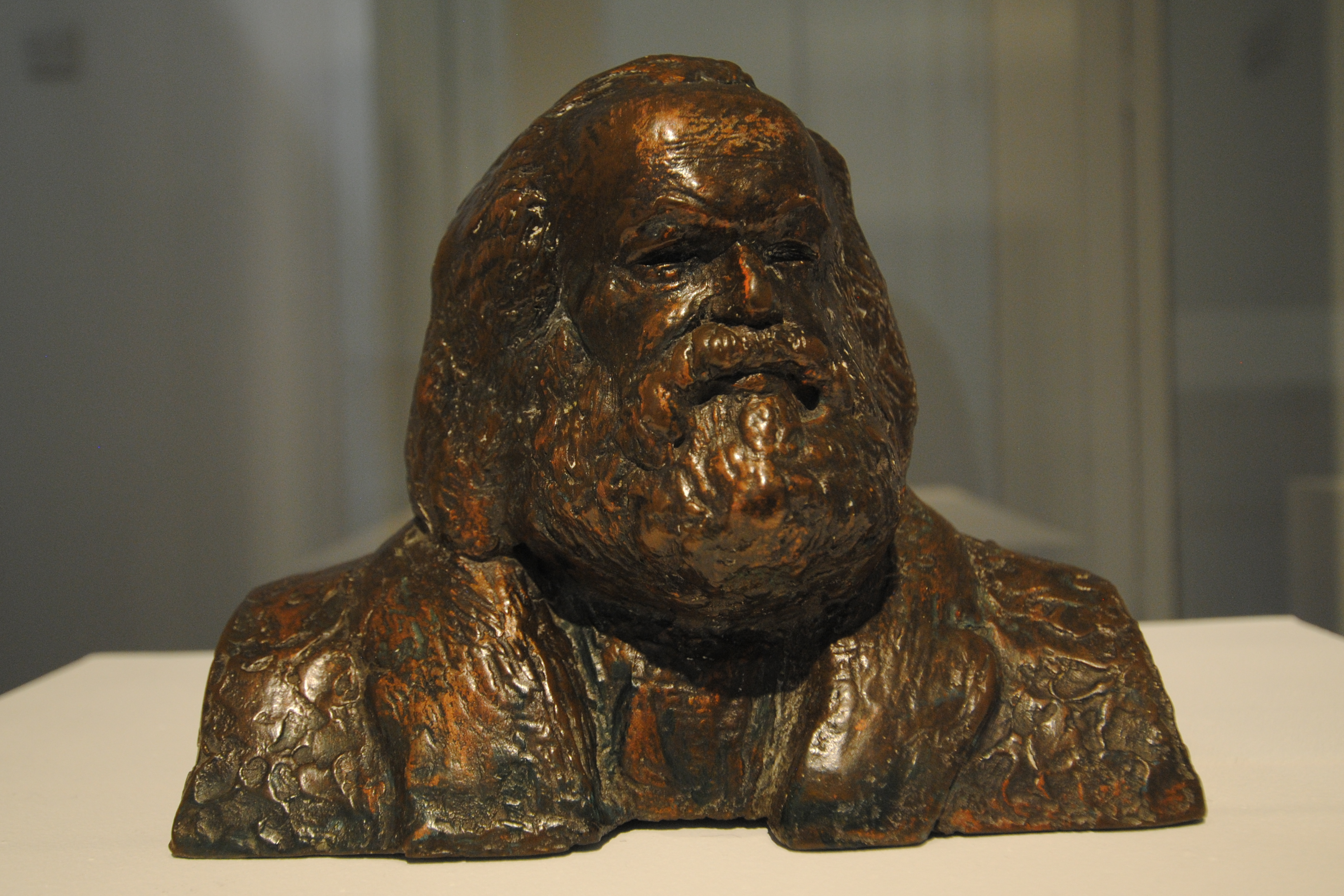

Grób Karla Marxa został zaprojektowany przez rzeźbiarza Laurence’a Bradshawa, będącego członkiem Komunistycznej Partii Wielkiej Brytanii od lat trzydziestych XX wieku. Po otrzymaniu zamówienia Bradshaw napisał, że wyzwaniem było stworzenie „pomnika nie tylko człowieka, ale wielkiego umysłu i wielkiego filozofa”. 
Grób składa się z dużego popiersia z brązu przedstawiającego głowę i ramiona Marxa, ustawionego na marmurowym cokole. Bradshaw był odpowiedzialny za cały projekt, łącznie z wyborem tekstów epigraficznych i ich kaligrafią. Teksty na przodzie pomnika to końcowe słowa Manifestu komunistycznego, „Proletariusze wszystkich krajów, łączcie się!” i te, które kończą Tezy o Feuerbachu: „Filozofowie rozmaicie tylko interpretowali świat; idzie jednak o to, aby go zmienić”. Po bokach pomnika znajdują się trzy wystające uchwyty, z których dwa górne podtrzymują rzeźbione wieńce. Z przodu znajduje się tablica z datami urodzin i śmierci Marxa, jego żony Johanny, ich córki Eleanory, ich wnuka Harry’ego Longueta i ich gospodyni Heleny Demuth.
Nikolaus Pevsner odnotował, że cokół jest zbudowany „z granitu” i opisuje głowę jako „kolosalną”. Bradshaw napisał, że chciał, aby popiersie oddawało „dynamiczną siłę intelektu [Marxa]” i znajdowało się na wysokości oczu, a nie „górowało nad ludźmi”. Pisarz Clive Aslet uważa grób za „przytłaczający” i „najmniej estetyczny” pomnik na cmentarzu Highgate Cemetery. Grób Karla Marxa został wpisany na listę Historic England w 1974 roku, a jego oznaczenie podniesiono do najwyższego I stopnia w 1999 roku.